# Washington Capitols (NBA)
 Washington Capitols  war der Name eines US-amerikanischen Basketballfranchise aus Washington, D.C., das von 1946 bis 1951 in der BAA und später der NBA spielte.

## Geschichte
Die Capitols waren eines der Gründerteams der BAA und von Beginn an in der Liga vertreten. In der ersten Saison konnten die Capitols in der regulären Saison mit 81,7 Prozent eine der höchsten Gewinnraten in der NBA-Geschichte bis heute erzielen. Damit war das Team sicher für die Play-offs qualifiziert und verlor dort in der ersten Runden, den Semifinals, gegen die Chicago Stags. Die darauffolgende Saison konnten die Capitols weniger erfolgreich abschließen und wurden letzter in der Western Division. Doch in der nächsten Saison wurden die Capitols erster in der Eastern Division und konnten wieder die Play-offs erreichen. Nach Siegen gegen Philadelphia und New York, konnte das Team sogar die BAA Finals erreichen. Die Best-of-Seven Serie verlor das Team allerdings mit 2–4 gegen den Liganeuling, die Minneapolis Lakers. Nach dieser Saison verließ Trainer Red Auerbach das Team und heuerte bei den Tri-Cities Blackhawks an. Deswegen wurde Bob Feerick zum Spielertrainer ernannt. Dieser konnte das Team auch in die Play-offs führen, scheiterte dort aber in der ersten Runde an den New York Knickerbockers. In der letzten Saison versuchte sich mit Bones McKinney ein neuer Spieler als Spielertrainer und hatte wenig Erfolg. Am 9. Januar 1951 wurden die Capitols während der Saison mit einer zwischenzeitlichen Bilanz von 10–25 aufgelöst und die Spieler anderen Teams zugeordnet.
In der Saison 1951/52 wagte das Franchise einen Neuanfang in der kleineren American Basketball League (ABL). Vom alten Team blieben nur Dick Schnittker und Thomas O’Keefe, gecoacht wurden die Capitols von Chick Reiser. Der im Vorjahr vor Saisonbeginn aus dem Kader gestrichene Afroamerikaner Harold Hunter absolvierte in jener Saison hingegen 22 Spiele. Das Team lag auf dem zweiten Platz, als es sich aus finanziellen Gründen im Januar erneut auflöste.
Erst in der Saison 1973/74 kehrte die NBA nach Washington zurück, als die Baltimore Bullets zu den Capital Bullets wurden und fortan in Washington spielen sollten.

## Erfolge und Ehrungen

### Saisonstatistik
| Saison  | Siege:Niederlagen | Prozent | Play-offs                                           |
| ------- | ----------------- | ------- | --------------------------------------------------- |
| 1946/47 | 49:11             | 81,7    | Niederlage in den Semifinals                        |
| 1947/48 | 28:20             | 58,3    | Niederlage in den Western Division Tiebreaker Games |
| 1948/49 | 38:22             | 63,3    | Niederlage in den Finals                            |
| 1949/50 | 32:36             | 47,1    | Niederlage in den Eastern Division Semifinals       |
| 1950/51 | 10:25             | 28,6    | Auflösung während der Saison                        |
| gesamt  | 157:114           | 55,8    | vier Playoff-Teilnahmen                             |

### Individuelle Auszeichnungen
| All-NBA First Team - Bones McKinney – 1947 - Bob Feerick – 1947, 1948 All-NBA Second Team - Fred Scolari – 1947, 1948 - Bones McKinney – 1949 - Bob Feerick – 1949 | Basketball Hall of Famers - Red Auerbach 1946–1949 - Earl Lloyd 1950–1951 - Bill Sharman 1950–1951 |